# Żałoba narodowa w państwach europejskich
Żałoba narodowa w państwach europejskich – lista przyczyn, dat wprowadzenia i czasu trwania żałoby narodowej w poszczególnych państwach europejskich.

## Żałoba narodowa w aktualnie istniejących państwach

### Albania
- 6 marca 1953 – 14 dni żałoby po śmierci sekretarza generalnego KPZR i premiera ZSRR Józefa Stalina (zm. 5 marca 1953)[1].
- 16 września 1976 – 3 dni żałoby po śmierci przywódcy Chin Mao Zedonga (zm. 9 września 1976)[2].
- 12 kwietnia 1985 – 7 dni żałoby po śmierci I sekretarza Albańskiej Partii Pracy i premiera Albanii Envera Hoxhy (zm. 11 kwietnia 1985)[3].
- 11 września 1997 – 3 dni żałoby po śmierci Matki Teresy z Kalkuty (zm. 5 września 1997)[4].
- 14 września 2001 – dzień żałoby dla upamiętnienia ofiar zamachu na WTC i Pentagon (2973 zabitych)
- 4 kwietnia 2005 – dzień żałoby po śmierci papieża Jana Pawła II (zm. 2 kwietnia 2005)[5].
- 6 marca 2008 – dzień żałoby dla upamiętnienia ofiar katastrofy łodzi na jeziorze Farka (16 zabitych)[6][7].
- 18 marca 2008 – dzień żałoby dla upamiętnienia ofiar eksplozji w Gërdec (26 zabitych)[8][9].
- 18 lipca 2010 – dzień żałoby dla upamiętnienia ofiar katastrofy autokaru w okręgu Puka (14 ofiar)[10][11].
- 3 grudnia 2011 – żałoba w dniu pogrzebu następcy tronu Albanii Leka I Zogu (zm. 30 listopada 2011)[12]
- 22 maja 2012 – dzień żałoby po wypadku autobusu ze studentkami między Himarą i Sarandą (12 zabitych, 21 rannych)[13]
- 27 listopada 2019 – dzień żałoby dla upamiętnienia ofiar trzęsienia ziemi w Albanii (51 ofiar)[14]
- 29 marca 2021 – dzień żałoby po śmierci byłego Premiera Albanii Bashkima Fino (zm. 29 marca 2021)[15]
- 2 czerwca 2022 – dzień żałoby po śmierci byłego prezydenta Albanii Bujara Nishania (zm. 28 maja 2022)[16]
- 13 lutego 2023 – dzień żałoby dla upamiętnienia ofiar trzęsienia ziemi w Turcji i Syrii[6]
- 5 marca 2023 – dzień żałoby dla upamiętnienia ofiar katastrofy kolejowej w Tempi, w Grecji (57 ofiar, w tym 6 obywateli Albanii)[7]
- 26 kwietnia 2025 – żałoba w dniu pogrzebu papieża Franciszka (zm. 21 kwietnia 2025)[17].

### Andora
- 9 stycznia 1996 – 3 dni żałoby po śmierci byłego prezydenta Francji Françoisa Mitterranda (zm. 8 stycznia 1996)[18].
- 22 października 2007 – 3 dni żałoby po śmierci byłego premiera Andory Josepa Pintata-Solansa (zm. 20 października 2007)[19].
- 12 października 2009 – 3 dni żałoby po śmierci byłego Współksięcia episkopalnego Andory Joana Martíego i Alanísa (zm. 11 października 2009)[20].
- 16 lipca 2016 – dzień żałoby dla upamiętnienia ofiar zamachu w Nicei (87 zabitych)[21].
- 27 września 2019 – 3 dni żałoby po śmierci byłego prezydenta Francji Jacques’a Chiraca (zm. 26 września 2019)[22].
- 1 czerwca 2020 – 3 dni żałoby dla upamiętnienia ofiar epidemii wirusa SARS-CoV-2[23]
- 4 grudnia 2020 – 3 dni żałoby po śmierci byłego prezydenta Francji Valérego Giscard d’aEstainga (zm. 2 grudnia 2020)[24].
- 20 grudnia 2020 – dzień żałoby po śmierci byłego premiera Andory Òscara Ribasa Reiga (zm. 18 grudnia 2020)[25].
- 7 listopada 2023 – 2 dni żałoby po śmierci byłego premiera Andory Antoniego Martí (zm. 6 listopada 2023)[26].

### Austria
- 12 listopada 2000 – 2 dni żałoby dla upamiętnienia ofiar pożaru kolejki górskiej w Kaprun (155 zabitych)[27][28].
- 7 lipca 2004 – 3 dni żałoby po śmierci prezydenta Austrii Thomasa Klestila (zm. 6 lipca 2004)[29].
- 15 czerwca 2007 – 3 dni żałoby po śmierci byłego sekretarza generalnego ONZ i byłego prezydenta Austrii Kurta Waldheima (zm. 14 czerwca 2007)[30]
- 2 sierpnia 2014 – 8 dni żałoby po śmierci przewodniczącej Rady Narodowej Barbary Prammer (zm. 2 sierpnia 2014)[31]
- 4 listopada 2020 – 3 dni żałoby dla upamiętnienia ofiar ataku terrorystycznego w Wiedniu (4 ofiary, 17 rannych)[32][33]
- 11 czerwca 2025 – 3 dni żałoby dla upamiętnienia ofiar strzelaniny w szkole w Grazu (11 ofiar śmiertelnych)[34][35].

### Belgia
- 30 sierpnia 1935 – 7 dni żałoby po śmierci Królowej Astrydi (zm. 29 sierpnia 1935)
- 13 sierpnia 1956 – dzień żałoby dla upamiętnienia ofiar katastrofy górniczej w Marcinelle (262 ofiary)[36].
- 22 maja 1967 – dzień żałoby po pożarze domu towarowego L’Innovation (100 ofiar)
- 1 sierpnia 1993 – 9 dni żałoby po śmierci króla Baudouina I (zm. 31 lipca 1993)[37].
- 14 kwietnia 1994 – dzień żałoby po śmierci belgijskich żołnierzy w wojnie domowej w Rwandzie (10 ofiar (wszyscy to belgijscy żołnierze))
- 4 sierpnia 2004 – dzień żałoby dla upamiętnienia ofiar eksplozji gazociągu w Ghislenghien (24 zabitych)[38][39].
- 16 marca 2012 – dzień żałoby dla upamiętnienia 28 ofiar katastrofy belgijskiego autokaru w Szwajcarii[36].
- 6 grudnia 2014 – 7 dni żałoby po śmierci królowej Fabioli (zm. 5 grudnia 2014)[40].
- 23 marca 2016 – 3 dni żałoby dla upamiętnienia ofiar zamachów w Brukseli (34 zabitych)[41].
- 20 lipca 2021 – dzień żałoby dla upamiętnienia ofiar powodzi na południowym wschodzie kraju (31 ofiar, 70 zaginionych)[42][43]

### Białoruś
- 1 czerwca 1999 – 2 dni żałoby po 54 ofiarach tragedii w Niamisze[44][45].
- 24 czerwca 2003 – żałoba w dniu pogrzebu pisarza Wasil Bykau (zm. 22 czerwca 2003)
- 4 września 2004 – dzień żałoby dla upamiętnienia ofiar ataku terrorystycznego na szkołę w Biesłanie, w Osetii Północnej (330 zabitych)
- 13 kwietnia 2011 – dzień żałoby po zamachu terrorystycznym w Mińsku (15 ofiar, 204 ranne)[46]
- 6 marca 2013 – 3 dni żałoby po śmierci prezydenta Wenezueli Hugo Cháveza (zm. 5 marca 2013)[47].
- 26 grudnia 2016 – dzień żałoby dla upamiętnienia ofiar katastrofy samolotu Tu-154 na Morzu Czarnym (92 zabitych)[48].

### Bośnia i Hercegowina
- 7 lutego 1994 – dzień żałoby po masakrach na Markale (68 ofiar)[49]
- 8 kwietnia 2005 – żałoba w dniu pogrzebu papieża Jana Pawła II (zm. 2 kwietnia 2005)[50]
- 20 maja 2014 – dzień żałoby dla upamiętnienia ofiar powodzi na Bałkanach[51][52].
- 29 kwietnia 2015 – dzień żałoby po zamachu terrorystycznym na komisariat Policji w Zvorniku, której zginął członek MSW Bośni i Hercegowiny Dragan Djuric[53]
- 20 listopada 2015 – dzień żałoby po tragicznej śmierci dwóch żołnierzy z osady Rajlovac w Sarajewie[54]
- 29 października 2018 – dzień żałoby z powodu tragicznej śmierci członków MSW w kantonie Sarajewskim – Adisa Šehovića i Davora Vujinovića[55]
- 16 kwietnia 2019 – dzień żałoby z powodu tragicznej śmierci czterech pracowników szkoły podstawowej „Kovačići” w Sarajewie[56]
- 2 stycznia 2021 – dzień żałoby po masowym zatruciu w miejscowości Tribistovo (8 ofiar)[57]
- 5 maja 2023 – dzień żałoby dla upamiętnienia ofiar strzelanin w Belgradzie i w Mladenovacu (18 ofiar i 19 rannych)[58]
- 16 sierpnia 2023 – dzień żałoby dla upamiętnienia ofiar maskary w Gradacacu (3 ofiary)[59][60]
- 18 marca 2025 – dzień żałoby dla upamiętnienia ofiar pożaru w klubie nocnym w Koczani (59 ofiar)[61].
- 26 kwietnia 2025 – żałoba w dniu pogrzebu papieża Franciszka (zm. 21 kwietnia 2025)[62].

### Bułgaria
- 3 lipca 1949 – 8 dni żałoby po śmierci sekretarza generalnego KC Bułgarskiej Partii Komunistycznej i premiera Bułgarii Georgi Dimitrowa (zm. 2 lipca 1949).
- 6 marca 1953 – 4 dni żałoby po śmierci sekretarza generalnego KPZR i premiera ZSRR Józefa Stalina (zm. 5 marca 1953).
- 21 kwietnia 1964 – 3 dni żałoby po śmierci przewodniczącego Prezydium Zgromadzenia Narodowego Ludowej Republiki Bułgarii Dimitara Ganeva (zm. 20 kwietnia 1964)[63].
- 13 lutego 1984 – 2 dni żałoby po śmierci przywódcy ZSRR Jurija Andropowa (zm. 9 lutego 1984)
- 3 listopada 1984 – dzień żałoby po zabójstwie premier Indii Indiry Gandhi (zm. 31 października 1984)
- 25 grudnia 1990 – dzień żałoby dla upamiętnienia 10 ofiar katastrofy na rzece Wyrbica[64].
- 15 sierpnia 1995 – dzień żałoby dla upamiętnienia 14 ofiar katastrofy wojskowej ciężarówki na obwodnicy Sofii[64].
- 2 września 1997 – dzień żałoby dla upamiętnienia 11 ofiar katastrofy górniczej w kopalni Bobowy Dol[64].
- 14 września 2001 – dzień żałoby dla upamiętnienia ofiar zamachu na WTC i Pentagon (2973 zabitych)[64].
- 23 grudnia 2001 – dzień żałoby dla upamiętnienia 7 dzieci zadeptanych na dyskotece w Sofii[64].
- 30 grudnia 2003 – dzień żałoby po zamachu bombowym w Karbali w Iraku (19 zabitych w tym 5 bułgarskich żołnierzy)[65].
- 8 kwietnia 2004 – dzień żałoby dla upamiętnienia 12 ofiar katastrofy bułgarskiego autokaru w Serbii[64].
- 10 grudnia 2006 – dzień żałoby dla upamiętnienia 19 ofiar katastrofy autobusu w Bjałej[64].
- 5 marca 2008 – dzień żałoby dla upamiętnienia 9 ofiar pożaru pociągu osobowego pod Czerwonym Brzegiem[66].
- 29 maja 2009 – dzień żałoby dla upamiętnienia 18 ofiar katastrofy autobusu w Jambole[67][68].
- 7 września 2009 – dzień żałoby dla upamiętnienia ofiar zatonięcia statku wycieczkowego na jeziorze Ochrydzkim w Macedonii (15 ofiar – wszystkie to obywatele Bułgarii)[69].
- 18 kwietnia 2010 – dzień żałoby dla upamiętnienia 96 ofiar, które zginęły w katastrofie lotniczej w Smoleńsku[70].
- 16 czerwca 2011 – dzień żałoby dla upamiętnienia 8 ofiar katastrofy autokaru pod Płowdiwem[71].
- 8 lutego 2012 – dzień żałoby dla upamiętnienia ofiar powodzi w miejscowości Biser (8 zabitych)[72]
- 23 czerwca 2014 – dzień żałoby dla upamiętnienia ofiar powodzi w Warnie (14 zabitych)[73]
- 1 lutego 2015 – dzień żałoby po śmierci byłego prezydenta Bułgarii Żelu Żelewa (zm. 30 stycznia 2015).
- 12 grudnia 2016 – dzień żałoby po wypadku kolejowym w Chitrinie (7 ofiar i 29 rannych)[74]
- 14 kwietnia 2018 – dzień żałoby po wypadku autobusowym w pobliżu miejscowości Varakel (6 ofiar i 22 rannych)[75][76]
- 27 sierpnia 2018 – dzień żałoby po wypadku autobusowym w Swoge (17 ofiar)[77]
- 8 września 2023 – dzień żałoby dla upamiętnienia ofiar cyklonu Daniel (około 11,5 tysiąca ofiar, w tym 4 z Bułgarii)[8]
- 18 marca 2025 – dzień żałoby dla upamiętnienia ofiar pożaru w klubie nocnym w Koczani (59 ofiar)[78].

### Chorwacja
- 24 marca 1997 – dzień żałoby dla uczczenia pamięci ofiar wojny domowej w Chorwacji
- 7 maja 1998 – żałoba w dniu pogrzebu polityka Gojka Šuška (zm. 3 maja 1998)[79].
- 11 grudnia 1999 – 3 dni żałoby po śmierci prezydenta Chorwacji Franjo Tuđmana (zm. 10 grudnia 1999)[80][81][82].
- 14 września 2001 – dzień żałoby dla upamiętnienia ofiar zamachu na WTC i Pentagon (2973 zabitych)[83]
- 4–5 i 8 kwietnia 2005 – 3 dni żałoby po śmierci papieża Jana Pawła II (zm. 2 kwietnia 2005)[84].
- 3 września 2007 – dzień żałoby dla uczczenia pamięci strażaków, którzy zginęli pod archipelagiem Kornati
- 27 lipca 2009 – dzień żałoby dla upamiętnienia ofiar katastrofy kolejowej pod Splitem (6 zabitych)[85].
- 18 kwietnia 2010 – dzień żałoby dla upamiętnienia ofiar, które zginęły w katastrofie lotniczej w Smoleńsku (96 zabitych)[86][87].
- 4 października 2012 – żałoba w dniu pogrzebu przewodniczącego Saboru Borisa Šprema (zm. 30 września 2012)[88][89].
- 16 listopada 2015 – dzień żałoby dla upamiętnienia ofiar zamachów w Paryżu (129 zabitych)[90]
- 24 marca 2016 – dzień żałoby dla upamiętnienia ofiar zamachów w Brukseli (34 zabitych)[91]
- 31 lipca 2018 – żałoba w dniu pogrzebu piosenkarza Olivera Dragojevica (zm. 29 lipca 2018)[92]
- 2 stycznia 2021 – dzień żałoby dla upamiętnienia ofiar trzęsienia ziemi w Petrinji (7 ofiar)[93][94]
- 5 stycznia 2021 – dzień żałoby po masowym zatruciu w miejscowości Tribistovo (8 ofiar)[95]
- 15 lutego 2023 – żałoba w dniu pogrzebu piłkarza i trenera Miroslava Blaževića (zm. 8 lutego 2023)[96]
- 26 kwietnia 2025 – żałoba w dniu pogrzebu papieża Franciszka (zm. 21 kwietnia 2025)[97].

### Czarnogóra
- 18 kwietnia 2010 – dzień żałoby dla upamiętnienia ofiar, które zginęły w katastrofie lotniczej w Smoleńsku (96 zabitych)[98].
- 26 czerwca 2013 – dzień żałoby dla upamiętnienia ofiar katastrofy autobusowej w Podgoricy (18 ofiar i 29 rannych)[99]
- 13 sierpnia 2022 – 3 dni żałoby dla upamiętnienia ofiar strzelaniny w Cetynii (11 ofiar)[100][101].
- 7 maja 2023 – dzień żałoby dla upamiętnienia ofiar strzelanin w Belgradzie i w Mladenovacu (18 ofiar i 19 rannych)[102]
- 3 listopada 2024 – dzień żałoby dla upamiętnienia ofiar katastrofy budowlanej w Nowym Sadzie (14 ofiar śmiertelnych)[103].
- 1 stycznia 2025 – 3 dni żałoby dla upamiętnienia ofiar strzelaniny w Cetynii (13 ofiar)[104][105][106].
- 17 marca 2025 – dzień żałoby dla upamiętnienia ofiar pożaru w klubie nocnym w Koczani (59 ofiar)[107].

### Czechy
- 14 września 2001 – dzień żałoby dla upamiętnienia ofiar zamachu na WTC i Pentagon (2973 zabitych)[108].
- 5 stycznia 2005 – dzień żałoby dla upamiętnienia ofiar trzęsienia ziemi na Oceanie Indyjskim (około 230 tys. zabitych, w tym 7 ofiar z Czech).
- 8 kwietnia 2005 – żałoba w dniu pogrzebu papieża Jana Pawła II (zm. 2 kwietnia 2005)[109].
- 17 kwietnia 2010 – 2 dni żałoby dla upamiętnienia ofiar, które zginęły w katastrofie lotniczej w Smoleńsku (96 zabitych)[110].
- 21 grudnia 2011 – 3 dni żałoby po śmierci byłego prezydenta Czech Vaclava Havla (zm. 18 grudnia 2011)[111].
- 12 października 2019 – żałoba w dniu pogrzebu piosenkarza Karela Gotta (zm. 1 października 2019)[112].
- 3 lutego 2020 – żałoba w dniu ostatniego pożegnania z przewodniczącym Senatu Republiki Czeskiej Jaroslava Kubery (zm. 20 stycznia 2020)[113].
- 23 grudnia 2023 – dzień żałoby dla upamiętnienia 15 ofiar strzelaniny na uniwersytecie w Pradze (21 grudnia 2023)[114].

### Dania
- 2 stycznia 2005 – dzień żałoby dla upamiętnienia ofiar trzęsienia ziemi na Oceanie Indyjskim (około 230 tys. zabitych, w tym 46 obywateli Danii)[115].

### Estonia
- 28 września 1994 – dzień żałoby dla upamiętnienia ofiar katastrofy promu MF Estonia (852 ofiary)[116][117][118][119]
- 14 marca 2006 – dzień żałoby po śmierci byłego prezydenta Estonii Lennarta Meri (zm. 14 marca 2006)[120].
- 12 kwietnia 2010 – dzień żałoby dla upamiętnienia ofiar, które zginęły w katastrofie lotniczej w Smoleńsku (96 zabitych)[121].
- 21 lutego 2011 – dzień żałoby dla upamiętnienia ofiar, które zginęły w pożarze domu dziecka w Haapsalu (10 zabitych)[122].
- 24 listopada 2013 – dzień żałoby po katastrofie budowlanej w Rydze, w której zginęły 54 osoby, a 38 zostało rannych[123]
- 11 stycznia 2025 – żałoba w dniu pogrzebu byłego prezydenta Estonii Arnolda Rüütela (zm. 31 grudnia 2024)[124].

### Finlandia
- 28 września 1994 – dzień żałoby dla upamiętnienia ofiar katastrofy promu MF Estonia (852 ofiary)[116][117]
- 19 marca 2004 – 2 dni żałoby dla upamiętnienia ofiar katastrofy autokaru pod Äänekoski (23 zabitych)[125].
- 1 stycznia 2005 – dzień żałoby dla upamiętnienia ofiar trzęsienia ziemi na Oceanie Indyjskim (około 230 tys. zabitych, w tym 178 obywateli Finlandii)[115].
- 8 listopada 2007 – dzień żałoby dla upamiętnienia ofiar strzelaniny w Tuusula (8 zabitych)[126].
- 24 września 2008 – dzień żałoby dla upamiętnienia ofiar strzelaniny w Kauhajoki (10 zabitych)[127][128].
- 25 maja 2017 – żałoba w dniu pogrzebu byłego prezydenta Finlandii Mauno Koivisto (zm. 12 maja 2017)[129].

### Francja
- 9 marca 1930 – dzień żałoby dla upamiętnienia ofiar powodzi w dorzeczu Tarn[130].
- 12 listopada 1970 – żałoba w dniu pogrzebu byłego prezydenta Francji Charles’a de Gaulle’a (zm. 9 listopada 1970)[131][132].
- 6 kwietnia 1974 – żałoba w dniu pogrzebu prezydenta Francji Georges’a Pompidou (zm. 2 kwietnia 1974)[133][134][135].
- 11 stycznia 1996 – żałoba w dniu pogrzebu byłego prezydenta Francji François Mitterranda (zm. 8 stycznia 1996)[135][136][137].
- 14 września 2001 – dzień żałoby dla upamiętnienia ofiar zamachu na WTC i Pentagon (2973 zabitych)[138].
- 8 stycznia 2015 – dzień żałoby dla upamiętnienia ofiar zamachu w redakcji Charlie Hebdo w Paryżu (12 zabitych)[139][140].
- 15 listopada 2015 – 3 dni żałoby dla upamiętnienia ofiar zamachów w Paryżu (130 zabitych)[141].
- 16 lipca 2016 – 3 dni żałoby dla upamiętnienia ofiar zamachu w Nicei (87 zabitych)[142].
- 30 września 2019 – żałoba w dniu pogrzebu byłego prezydenta Francji Jacques’a Chiraca (zm. 26 września 2019)[143]
- 9 grudnia 2020 – dzień żałoby po śmierci byłego prezydenta Francji Valéry’ego Giscarda d’Estaing (zm. 2 grudnia 2020)[144].
- 23 grudnia 2024 – dzień żałoby dla upamiętnienia ofiar Cyklonu Chido w Majottcie (172 zabitych)[145][146].

### Grecja
- 2 kwietnia 1947 – 90 dni żałoby po śmierci króla Grecji Jerzego II (zm. 1 kwietnia 1947)[147].
- 25 czerwca 1949 – 5 dni żałoby po śmierci premiera Grecji Temistoklisa Sofulisa (zm. 24 czerwca 1949)[148].
- 5 października 1955 – 5 dni żałoby po śmierci premiera Grecji Aleksandrosa Papagosa (zm. 4 października 1955)[149].
- 23 listopada 1963 – 3 dni żałoby po zabójstwie prezydenta USA Johna F. Kennediego (zm. 22 listopada 1963)[150].
- 7 marca 1964 – 90 dni żałoby po śmierci króla Grecji Pawła I (zm. 6 marca 1964)[151].
- 8 marca 1994 – 3 dni żałoby po śmierci aktorki, piosenkarki i minister kultury Grecji Meliny Mercouri (zm. 6 marca 1994)[152].
- 27 czerwca 1996 – żałoba w dniu pogrzebu byłego dwukrotnego premiera Grecji Andreasa Papandreusa (zm. 23 czerwca 1996)[153].
- 24 kwietnia 1998 – 3 dni żałoby po śmierci dwukrotnego prezydenta i czterokrotnego premiera Grecji Konstandinosa Karamanlisa (zm. 23 kwietnia 1998)[154].
- 14 września 2001 – dzień żałoby dla upamiętnienia ofiar zamachu na WTC i Pentagon (2973 zabitych)[155]
- 15 kwietnia 2003 – dzień żałoby dla upamiętnienia ofiar katastrofy autobusu szkolnego pod Larisą (21 zabitych)[156][157].
- 12 września 2004 – 3 dni żałoby po śmierci patriarchy prawosławnego Grecji Nektariusza[158].
- 16 sierpnia 2005 – dzień żałoby dla upamiętnienia ofiar katastrofy lotniczej pod Maratonem (121 zabitych, w tym 12 obywateli Grecji))[159][160].
- 26 sierpnia 2007 – 3 dni żałoby dla upamiętnienia ofiar pożarów greckich lasów (84 zabitych)[161].
- 29 stycznia 2008 – 4 dni żałoby po śmierci patriarchy Grecji Christodoulosa I (zm. 28 stycznia 2008)[162].
- 30 maja 2017 – 4 dni żałoby po śmierci byłego premiera Grecji Konstandinosa Mitsotakisa (zm. 29 maja 2017)[152][163].
- 23 lipca 2018 – 3 dni żałoby dla upamiętnienia ofiar pożarów lasów (102 ofiary śmiertelne)[164]
- 3 września 2021 – 3 dni żałoby po śmierci kompozytora i polityka Mikisa Theodorakisa (zm. 2 września 2021)[165]
- 27 października 2021 – żałoba w dniu pogrzebu polityk Fofi Jenimata (zm. 25 października 2021)[166]
- 27 grudnia 2021 – 3 dni żałoby po śmierci byłego prezydenta Grecji Karolosa Papuliasa (zm. 26 grudnia 2021)[167][168].
- 3 lutego 2022 – 3 dni żałoby po śmierci byłego prezydenta Christosa Sardzetakisa (zm. 3 lutego 2022)[169].
- 1 marca 2023 – 3 dni żałoby dla upamiętnienia ofiar kolizji pociągów w miejscowości Tempi (57 ofiar, 85 rannych)[170]
- 5 stycznia 2025 – 4 dni żałoby po śmierci byłego premiera Grecji Kostasa Simitisa (zm. 5 stycznia 2025)[171][172].

### Hiszpania
- 10 października 1958 – 10 dni żałoby po śmierci papieża Piusa XII (zm. 9 października 1958)[173].
- 4 czerwca 1963 – 10 dni żałoby po śmierci papieża Jana XXIII (zm. 3 czerwca 1963)[174].
- 21 grudnia 1973 – 3 dni żałoby po zabójstwie premiera Hiszpanii Luisa Carrery Blanco (zm. 20 grudnia 1973)[175].
- 2 lipca 1974 – 3 dni żałoby po śmierci prezydenta Argentyny Juana Peróna (zm. 1 lipca 1974)[176].
- 27 marca 1975 – 3 dni żałoby po śmierci króla Arabii Saudyjskiej Fajsala ibn Abda al-Aziza Al Su’uda (zm. 25 marca 1975)[177].
- 20 listopada 1975 – 20 dni żałoby po śmierci dyktatora Hiszpanii Francisca Franco (zm. 20 listopada 1975)[178][179].
- 7–9 i 12 sierpnia 1978 – 4 dni żałoby po śmierci papieża Pawła VI (zm. 6 sierpnia 1978)[180].
- 30 września–1 i 4 października 1978 – 3 dni żałoby po śmierci papieża Jana Pawła I (zm. 28 września 1978)[181].
- 2 kwietnia 1993 – 7 dni żałoby po śmierci hrabiego Barcelony Jana Burbona (zm. 1 kwietnia 1993)[182][183].
- 28 maja 2003 – 2 dni żałoby dla upamiętnienia ofiar katastrofy lotu UM Air 4230 (75 ofiar śmiertelnych)[184][185].
- 12 marca 2004 – 3 dni żałoby dla upamiętnienia ofiar zamachu w Madrycie (198 ofiar śmiertelnych)[186].
- 4 kwietnia 2005 – dzień żałoby po śmierci papieża Jana Pawła II (zm. 2 kwietnia 2005)[187].
- 2 sierpnia 2005 – dzień żałoby po śmierci króla Arabii Saudyjskiej Fahda ibn Abda al-Aziza Al Su’uda (zm. 1 sierpnia 2005)[188].
- 20 sierpnia 2008 – 3 dni żałoby dla upamiętnienia ofiar katastrofy lotniczej na lotnisku Madryt-Barajas (154 ofiary śmiertelne)[189].
- 12 kwietnia 2010 – dzień żałoby dla upamiętnienia ofiar, które zginęły w katastrofie lotniczej w Smoleńsku (96 zabitych)[190].
- 25 lipca 2013 – 3 dni żałoby dla upamiętnienia ofiar katastrofy kolejowej w Santiago de Compostela (78 zabitych)[191][192][193].
- 24 marca 2014 – 3 dni żałoby po śmierci byłego premiera Hiszpanii Adolfa Suáreza (zm. 23 marca 2014)[194].
- 25 marca 2015 – 3 dni żałoby dla upamiętnienia ofiar katastrofy lotu Germanwings w Prads-Haute-Bléone (150 zabitych, w tym 45 obywateli Hiszpanii)[195][196].
- 18 sierpnia 2017 – 3 dni żałoby dla upamiętnienia ofiar zamachów terrorystycznych w Katalonii (21 ofiar, w tym 5 obywateli Hiszpanii).
- 10 maja 2019 – 2 dni żałoby po śmierci byłego wicepremiera Hiszpanii Alfreda Péreza Rubalcababy (zm. 10 maja 2019)[197].
- 27 maja 2020 – 10 dni żałoby dla upamiętnienia ofiar epidemii wirusa SARS-CoV-2[198]
- 31 października 2024 – 3 dni żałoby dla upamiętnienia ofiar powodzi we wschodniej części Hiszpanii (230 ofiar śmiertelnych)[199][200]
- 22 kwietnia 2025 – 3 dni żałoby po śmierci papieża Franciszka (zm. 21 kwietnia 2025)[201][202].

### Holandia
- 4 grudnia 1890 – żałoba w dniu pogrzebu króla Holandii Wilhelma III (zm. 23 listopada 1890)[203].
- 27 marca 1934 – żałoba w dniu pogrzebu królowej Holandii Emmy Waldeck-Pyrmont (zm. 20 marca 1934)[204].
- 11 lipca 1934 – żałoba w dniu pogrzebu księcia Holandii Henryka (zm. 3 lipca 1934)[205].
- 8 lutego 1953 – dzień żałoby dla upamiętnienia ofiar Powodzi w Holandii[206][207].
- 8 stycznia 1962 – dzień żałoby dla upamiętnienia ofiar katastrofy kolejowej w Harmelen (93 zabitych).
- 8 grudnia 1962 – żałoba w dniu pogrzebu królowej Holandii Wilhelminy (zm. 28 listopada 1962)[208].
- 25 listopada 1963 – żałoba w dniu pogrzebu prezydenta Stanów Zjednoczonych Johna F. Kennedy’ego (zm. 22 listopada 1963)[209][210].
- 23 lipca 2014 – dzień żałoby dla upamiętnienia ofiar katastrofy lotniczej Malaysia Airlines 17 niedaleko wsi Hrabowe (298 zabitych, w tym 193 obywateli Holandii)[211]

### Irlandia
- 14 lutego 1939 – żałoba w dniu pogrzebu papieża Piusa XI (zm. 10 lutego 1939)[212].
- 25 listopada 1963 – żałoba w dniu pogrzebu prezydenta Johna F. Kennedy’ego (zm. 22 listopada 1963)[213]
- 2 lutego 1972 – dzień żałoby dla upamiętnienia ofiar Krwawej niedzieli (14 ofiar śmiertelnych)[214][215].
- 21 listopada 1974 – żałoba w dniu pogrzebu prezydenta Irlandii Erskina Hamiltona Childersa (zm. 17 listopada 1974)[216].
- 2 września 1975 – żałoba w dniu pogrzebu byłego Prezydenta Irlandii Éamona de Valery (zm. 29 sierpnia 1975)[217][218]
- 14 września 2001 – dzień żałoby dla upamiętnienia ofiar zamachu na WTC i Pentagon (2973 zabitych)[219]
- 10 kwietnia 2005 – dzień żałoby po śmierci Jana Pawła II (zm. 2 kwietnia 2005)[220]

### Kosowo
- 3 kwietnia 2005 – 2 dni żałoby po śmierci papieża Jana Pawła II (zm. 2 kwietnia 2005)[5][a]
- 22 stycznia 2006 – 5 dni żałoby po śmierci prezydenta Kosowa Ibrahima Rugovy (zm. 21 stycznia 2006)[a][221][222]
- 15 listopada 2015 – dzień żałoby dla upamiętnienia ofiar zamachów w Paryżu i wyrażenia solidarności z Francuzami[223]
- 24 lipca 2016 – dzień żałoby dla upamiętnienia ofiar strzelaninie w Monachium (10 zabitych, 37 rannych)[224]
- 22 sierpnia 2017 – żałoba w dniu pogrzebu byłego premiera Kosowa w latach 2002–2004 Bajrama Rexhepiego (zm. 21 sierpnia 2017)[225]
- 27 lipca 2018 – 3 dni żałoby po śmierci pisarza i polityka Adema Demaçiego (zm. 26 lipca 2018)[226]
- 5 grudnia 2018 – żałoba w dniu pogrzebu byłego prezydenta USA George’a H.W. Busha (zm. 30 listopada 2018)[227]
- 27 listopada 2019 – dzień żałoby dla upamiętnienia ofiar trzęsienia ziemi w Albanii (51 ofiar)[228]
- 30 stycznia 2020 – dzień żałoby po śmierci funkcjonariusza Policji Samiego Thaqia (zm. 29 stycznia 2020)[229]
- 9 lutego 2020 – żałoba w dniu pogrzebu piosenkarki Nexhmije Pagarushy (zm. 7 lutego 2020)[230]
- 26 lipca 2021 – dzień żałoby dla upamiętnienia ofiar katastrofy autobusowej w Slavonskim Brodzie (10 ofiar)[231][232]
- 8 lutego 2023 – dzień żałoby dla upamiętnienia ofiar trzęsienia ziemi w Turcji i Syrii[233]
- 25 września 2023 – 4 dni żałoby z powodu pogrzebu policjanta Afrirma Bunjaku (zm. 24 września 2023) i ataku terrorystycznego w miejscowości Banjska (4 ofiary i 4-10 ofiar)

### Litwa
- 4 kwietnia 2005 – 5 dni żałoby po śmierci Jana Pawła II (zm. 2 kwietnia 2005)[b][234]
- 12–15 i 18 kwietnia 2010 – 5 dni żałoby dla upamiętnienia ofiar, które zginęły w katastrofie lotniczej w Smoleńsku (96 zabitych)[235].
- 29 czerwca 2010 – 3 dni żałoby po śmierci byłego prezydenta Litwy Algirdasa Brazauskasa (zm. 26 czerwca 2010)[236].
- 18 lutego 2011 – 2 dni żałoby po śmierci poety i dramaturga Justinina Marcinkevičiusa (zm. 16 lutego 2011)[237]
- 24 listopada 2013 – dzień żałoby po katastrofie budowlanej w Rydze, w której zginęły 54 osoby, a 38 zostało rannych[238].
- 20 lutego 2014 – dzień żałoby dla upamiętnienia ofiar Majdanu (99 zabitych)[239]
- 24 marca 2016 – dzień żałoby dla upamiętnienia ofiar zamachów w Brukseli (34 zabitych)[240][241]
- 26 kwietnia 2025 – żałoba w dniu pogrzebu papieża Franciszka (zm. 21 kwietnia 2025)[242]

### Luksemburg
- 10 stycznia 2005 – 6 dni żałoby po śmierci wielkiej księżnej Luksemburga Józefiny Szarlotty (zm. 10 stycznia 2005)[243].
- 29 sierpnia 2007 – 3 dni żałoby po śmierci byłego premiera i Przewodniczącego Komisji Europejskiej Gastona Thorna (zm. 26 sierpnia 2007)[244]
- 23 kwietnia 2019 – 12 dni żałoby po śmierci wielkiego księcia Luksemburga Jana (zm. 23 kwietnia 2019)[245].

### Liechtenstein
- 22 sierpnia 2021 – 7 dni żałoby po śmierci wielkiej księżnej Liechtensteinu Marii Kinsky von Wchinitz und Tettau (zm. 21 sierpnia 2021)[246][247].

### Łotwa
- 13 września 2001 – dzień żałoby dla upamiętnienia ofiar zamachu na WTC i Pentagon (2973 zabitych)[248]
- 28 lutego 2007 – dzień żałoby po pożarze domu starców w miejscowości Alsunga (25 ofiar)
- 13 kwietnia 2010 – dzień żałoby dla upamiętnienia ofiar, które zginęły w katastrofie lotniczej w Smoleńsku (96 zabitych)[249].
- 23 listopada 2013 – 3 dni żałoby po katastrofie budowlanej w Rydze, w której zginęły 54 osoby, a 38 zostało rannych[250].
- 16 listopada 2015 – dzień żałoby dla upamiętnienia ofiar zamachów w Paryżu (129 zabitych)[251]

### Macedonia Północna
- 30 kwietnia 2001 – dzień żałoby dla upamiętnienia ofiar konfliktu w Tetowie (75 zabitych)[252]
- 27 lutego 2004 – 3 dni żałoby dla upamiętnienia 9 ofiar katastrofy lotniczej, w której śmierć poniósł m.in. prezydent Macedonii Boris Trajkovski[253].
- 17 października 2007 – żałoba w dniu pogrzebu piosenkarza Toše Proeskiego (zm. 16 października 2007)[254]
- 6 września 2009 – dzień żałoby dla upamiętnienia ofiar zatonięcia statku wycieczkowego na jeziorze Ochrydzkim (15 zabitych)[69].
- 17 kwietnia 2010 – dzień żałoby dla upamiętnienia ofiar, które zginęły w katastrofie lotniczej w Smoleńsku (96 zabitych)[249].
- 3 stycznia 2012 – żałoba w dniu pogrzebu byłego prezydenta Macedonii Kiro Gligorowa (zm. 1 stycznia 2012)[255][256][257].
- 10 maja 2015 – 2 dni żałoby po śmierci członków sił bezpieczeństwa podczas operacji policyjnej w celu wykrycia i rozbrojenia zbrojnej grupy terrorystycznej w Kumanowie[258]
- 8 sierpnia 2016 – dzień żałoby po powodzi, która dotknął kraj (22 ofiary)[259]
- 14 lutego 2019 – 2 dni żałoby po katastrofie autokaru w Laskarci (16 ofiar, 29 rannych)[260].
- 9 września 2021 – 3 dni żałoby po pożarze szpitala w Tetowie (14 ofiar)[261]
- 13 lutego 2023 – dzień żałoby dla upamiętnienia ofiar trzęsienia ziemi w Turcji i Syrii[262]
- 17 marca 2025 – 7 dni żałoby dla upamiętnienia ofiar pożaru w klubie nocnym w Koczani (59 ofiar)[263].

### Malta
- 7 lutego 1995 – żałoba w dniu pogrzebu ofiar wybuchu tankowca Um El Faroud (9 ofiar)[264]
- 1 stycznia 2005 – dzień żałoby dla upamiętnienia ofiar trzęsienia ziemi na Oceanie Indyjskim (około 230 tys. zabitych)[265]
- 3–4 i 8 kwietnia 2005 – 3 dni żałoby po śmierci papieża Jana Pawła II (zm. 2 kwietnia 2005)[266]
- 24 sierpnia 2012 – 2 dni żałoby po śmierci byłego dwukrotnego premiera Doma Mintoffa (zm. 20 sierpnia 2012)
- 21 marca 2016 – 3 dni żałoby po śmierci emerytowanego metropolity maltanskiego ks. abp Josepha Mercieca (zm. 21 marca 2016)[267]
- 3 listopada 2017 – żałoba w dniu pogrzebu zamordowanej dziennikarki Daphne Caruany Galizii (zm. 16 października 2017)[268][269]
- 9 stycznia 2020 – żałoba w dniu pogrzebu ks. kard. Prospera Grecha (zm. 30 grudnia 2019 w Rzymie)[270]
- 19 września 2022 –  żałoba w dniu pogrzebu brytyjskiej królowej Elżbiety II (zm. 8 września 2022)[271].
- 22 kwietnia i 26 kwietnia 2025 – 2 dni żałoby po śmierci papieża Franciszka (zm. 21 kwietnia 2025)[272]

### Mołdawia
- 13 kwietnia 2010 – dzień żałoby dla upamiętnienia ofiar, które zginęły w katastrofie lotniczej w Smoleńsku (96 zabitych)[273][274].
- 3 czerwca 2015 – dzień żałoby po katastrofie śmigłowca SMURD (Mołdawskiego Pogotowia Ratunkowego) (4 ofiar)[275]
- 17 września 2015 – żałoba w dniu pogrzebu aktora Mihaia Volontira (zm. 15 września 2015)[276]
- 16 listopada 2015 – dzień żałoby dla upamiętnienia ofiar zamachów w Paryżu (130 ofiar śmiertelnych)[277].
- 24 marca 2016 – dzień żałoby dla upamiętnienia ofiar zamachów w Brukseli (35 zabitych)[278]
- 13 sierpnia 2016 – żałoba w dniu pogrzebu Anny Burbon-Parmeńskiej (zm. 1 sierpnia 2016)[279]
- 15 marca 2021 – żałoba w dniu pogrzebu polityka Nicolae Dabiji (zm. 12 marca 2021)[280][281][282].
- 9 czerwca 2021 – żałoba w dniu pogrzebu piosenkarza Iurgoie Sadovna (zm. 7 czerwca 2021)[283]
- 4 lipca 2023 – żałoba w dniu pogrzebu ofiar ataku zbrojnym na lotnisku w Kiszyniowie Siergieja Munteana i Igora Ciofu (zm. 30 czerwca 2023)
- 16 września 2023 – żałoba w dniu pogrzebu pierwszego prezydenta Mołdawii Mircei Snegury (zm. 13 września 2023)[284]
- 2 października 2023 – żałoba w dniu pogrzebu dramaturga Iona Druty (zm. 28 września 2023)

### Monako
- 7 kwietnia 2005 – 9 dni żałoby po śmierci księcia Monako Rainiera III Grimaldiego (zm. 6 kwietnia 2005)[285][286].
- 19 marca 2011 – 14 dni żałoby po śmierci księżnej baronowej Massy Antoinetty (zm. 18 marca 2011)[287][288].
- 16 listopada 2015 – 3 dni żałoby dla upamiętnienia ofiar zamachów w Paryżu (130 zabitych)[289].
- 23 stycznia 2025 – żałoba w dniu pogrzebu ministra stanu Monako Didiera Guillaumea (zm. 17 stycznia 2025)[290].
- 24 kwietnia 2025 – 3 dni żałoby po śmierci papieża Franciszka (zm. 21 kwietnia 2025)[291][292].

### Niemcy
- 10 marca 1888 – żałoba po śmierci cesarza Niemiec Wilhelma I Hohenzollerna (zm. 9 marca 1888)[293].
- 27 czerwca 1922 – żałoba po zabójstwie ministra spraw zagranicznych Niemieckiej Republiki Weimarskiej Walthera Rathenaua (zm. 24 czerwca 1922)[293].
- 1 marca 1925 – żałoba po śmierci pierwszego prezydenta Niemieckiej Republiki Weimarskiej Friedricha Eberta (zm. 28 lutego 1925)[293].
- 3 lutego 1943 – 3 dni żałoby dla upamiętnienia ofiar Bitwy Stalingradzkiej (478 471 zabitych, 650 878 rannych)[294]
- 3 października 1953 – żałoba w dniu pogrzebu burmistrza Berlina Ernsta Reutera (zm. 29 września 1953)[293].
- 20 kwietnia 1967 – 3 dni żałoby po śmierci byłego kanclerza RFN Konrada Adenauera (zm. 19 kwietnia 1967).
- 3 października 1988 – 3 dni żałoby po śmierci wielokrotnego ministra i wicekanclerza Franza Josefa Straußa (zm. 3 października 1988).
- 17 października 1992 – żałoba w dniu pogrzebu byłego kanclerza RFN Willego Brandta (zm. 8 października 1992)[293].
- 4 czerwca 1998 – dzień żałoby dla upamiętnienia ofiar katastrofy kolejowej w Eschede w Dolnej Saksonii (101 zabitych)[295].
- 27 lipca 2000 – dzień żałoby dla upamiętnienia ofiar katastrofy lotu Air France 4590 (113 ofiar śmiertelnych, w tym 96 obywateli Niemiec)[296].
- 20 stycznia 2005 – dzień żałoby dla upamiętnienia ofiar tsunami w Azji Południowo-Wschodniej (około 230 tys. zabitych).
- 7 lutego 2006 – 3 dni żałoby po śmierci byłego prezydenta Niemiec Johannesa Raua (zm. 27 stycznia 2006)
- 12 marca 2009 – dzień żałoby dla upamiętnienia ofiar strzelaniny w mieście Winnenden (16 zabitych)[297].
- 25 marca 2015 – dzień żałoby dla upamiętnienia ofiar katastrofy lotu Germanwings w Prads-Haute-Bléone (150 zabitych, w tym 70 obywateli Niemiec)[298]

### Norwegia
- 18 stycznia i 30 stycznia 1991 – 2 dni żałoby po śmierci króla Norwegii Olafa V (zm. 17 stycznia 1991)[299][300].
- 1 stycznia 2005 – dzień żałoby dla upamiętnienia ofiar trzęsienia ziemi na Oceanie Indyjskim (około 230 tys. zabitych, w tym 84 obywateli Norwegii)[301][115].
- 21 sierpnia 2011 – dzień żałoby dla upamiętnienia ofiar zamachów w Oslo i na wyspie Utøya (77 zabitych)[302].

### Portugalia
- 14 lipca 1923 – żałoba w dniu pogrzebu prawnika i poety Guerra Junqueiro (zm. 7 lipca 1923)
- 31 stycznia 1924 – żałoba w dniu pogrzebu byłego prezydenta Portugalli Teófila Bragi (zm. 28 stycznia 1924)
- 15 grudnia 1924 – żałoba w dniu pogrzebu portugalskiego pionera lotnictwa Sacadura Cabrala (zm. 15 listopada 1924)
- 31 maja 1925 – żałoba w dniu pogrzebu byłego premiera Portugalli João Chagasa (zm. 28 maja 2925)
- 18 kwietnia 1951 – 15 dni żałoby po śmierci Prezydenta Portugalii Óscara Carmona (zm. 18 kwietnia 1951)
- 29 listopada 1951 – żałoba w dniu pogrzebu byłej portugalskiej królowej Amelia Orleańska (zm. 25 listopada 1951)
- 10 października 1958 – 3 dni żałoby po śmierci papieża Piusa XII (zm. 9 października 1958)[303]
- 4 czerwca 1963 – 3 dni żałoby po śmierci Jana XXIII (zm. 3 czerwca 1963)[304]
- 27 lipca 1970 – 4 dni żałoby po śmierci Premiera Portugalii António de Oliveira Salazara (zm. 27 lipca 1970)
- 20 listopada 1977 – 3 dni żałoby po Katastrofie lotu TAP Portugal 425 (131 ofiar i 33 rannych)[305]
- 7 sierpnia 1978 – 3 dni żałoby po śmierci papieża Pawła VI (zm. 6 sierpnia 1978)[306]
- 2 stycznia 1980 – 3 dni żałoby po trzęsieniu ziemi na Azorach (73 zabitych i 400 rannych)[305]
- 1 listopada 1984 – 2 dni żałoby po zabójstwie premier Indii Indiry Gandhi (zm. 31 października 1984)[307].
- 2 marca 1986 – 3 dni żałoby po zabójstwie premiera Szwecji Olofa Palme (zm. 28 lutego 1986)[308][309]
- 21 października 1986 – 3 dni żałoby po katastrofie mozambickiego Tu-134 w Południowej Afryce, w której zginęły 34 osoby w tym prezydent Mozambiku Samora Machel (zm. 19 października 1986)[305]
- 8–9 stycznia i 24 lutego 1989 – 3 dni żałoby po śmierci Cesarza Japonii Hirohito (zm. 7 stycznia 1989)[305]
- 6 października 1999 – 3 dni żałoby po śmierci śpiewaczki Amálii Rodrigues (zm. 6 października 1999)[310][311].
- 5 marca 2001 – 2 dni żałoby po katastrofie mostu Hintze Ribeiro w Castelo de Paiva (59 zabitych)[305]
- 12 września 2001 – 3 dni żałoby dla upamiętnienia ofiar zamachu na WTC i Pentagon (2973 zabitych)[305].
- 12 marca 2004 – dzień żałoby dla upamiętnienia ofiar zamachu w Madrycie[312].
- 15 lutego 2005 – żałoba w dniu pogrzebu zakonnicy Luci dos Santos (zm. 13 lutego 2005)[313][314].
- 6 kwietnia 2005 – 3 dni żałoby po śmierci papieża Jana Pawła II (zm. 2 kwietnia 2005)[315].
- 15 czerwca 2005 – żałoba w dniu pogrzebu działacza komunistycznego Álvaro Cunhala (zm. 13 czerwca 2005)[316]
- 22 lutego 2010 – 3 dni żałoby dla upamiętnienia ofiar powodzi i lawin błotnych na Maderze (43 zabitych)[317].
- 6 grudnia 2013 – 3 dni żałoby po śmierci byłego prezydenta RPA Nelsona Mandeli (zm. 5 grudnia 2013)[318][319]
- 6 stycznia 2014 – 3 dni żałoby po śmierci portugalskiego piłkarza Eusébio (zm. 5 stycznia 2014)[320][321]
- 9 stycznia 2017 – 3 dni żałoby po śmierci byłego prezydenta Portugalii Mário Soaresa (zm. 7 stycznia 2017)[322]
- 19 czerwca 2017 – 3 dni żałoby dla upamiętnienia ofiar pożarów lasu w Portugalii (64 zabitych)[323][324]
- 17 października 2017 – 3 dni żałoby dla upamiętnienia ofiar pożarów lasów (36 zabitych)[325]
- 22 maja 2018 – żałoba w dniu pogrzebu poety i polityka Antóniego Arnaulta (zm. 21 maja 2018)[326]
- 7 marca 2019 – dzień żałoby po największej przemocy domowej w kraju (13 ofiar)[327]
- 18 kwietnia 2019 – 3 dni żałoby dla upamiętnienia ofiat wypadku autobusowego na Maderze (29 ofiar i 27 rannych)[328][329]
- 4 czerwca 2019 – żałoba w dniu pogrzebu pisarki Agustiny Bessy-Luís (zm. 3 czerwca 2019)[330]
- 5 października 2019 – żałoba w dniu pogrzebu byłego premiera Portugalii i założyciela Sojuszu Demokratcznego Diogo Freitasa do Amarala (zm. 3 października 2019)[331]
- 2 listopada 2020 – dzień żałoby dla upamiętnienia ofiar wirusa SARS-CoV-2[332]
- 12 listopada 2020 – żałoba w dniu pogrzebu polityka i architekta Gonçalo Ribeiro Tellesa (zm. 11 listopada 2020)[333]
- 2 grudnia 2020 – żałoba w dniu pogrzebu pisarza, filozofa i krytyka literackiego Eduarda Lourenço (zm. 1 grudnia 2020)[334]
- 4 stycznia 2021 – żałoba w dniu pogrzebu śpiewaka fado Carlosa do Carmo (zm. 1 stycznia 2021)[335]
- 11 września 2021 – 3 dni żałoby po śmierci byłego prezydenta Portugalii Jorge Sampaio (zm. 10 września 2021)[336].
- 18 września 2022 – 3 dni żałoby po śmierci królowej Wielkiej Brytanii Elżbiety II (zm. 8 września 2022)[337][338].
- 5 stycznia 2023 – żałoba w dniu pogrzebu emerytowanego papieża Benedykta XVI (zm. 31 grudnia 2022)[339][340]
- 2 lipca 2024 - 1 dzień żałoby po śmierci malarza Manuela Cargaleiro[341]
- 24 kwietnia 2025 – 3 dni żałoby po śmierci papieża Franciszka (zm. 21 kwietnia 2025)[342][343].

### Rosja
- 7 października 1993 – dzień żałoby dla upamiętnienia ofiar zbrojnej próby zamachu stanu w Rosji (137 zabitych).
- 31 maja 1995 – dzień żałoby dla upamiętnienia ofiar trzęsienia ziemi w Neftegorsku, na Sachalinie (2040 osób zabitych).
- 22 czerwca 1995 – dzień żałoby dla upamiętnienia ofiar zamachu terrorystycznego w Budionnowsku (128 zabitych).
- 10 sierpnia 1996 – dzień żałoby dla wszystkich ofiar wojny w Czeczenii, zadeklarowana po 4-dniowych walkach w Groznym (ok. kilkaset zabitych).
- 28 września 1996 – żałoba w dniu pogrzebu ofiar katastrofy autokaru w obwodzie rostowskim (19 zabitych).
- 19 listopada 1996 – dzień żałoby dla upamiętnienia ofiar zamachu bombowego na blok mieszkalny w Kaspijsku (67 zabitych).
- 5 grudnia 1997 – dzień żałoby dla upamiętnienia ofiar katastrofy górniczej w kopalni „Zyryanowskaja” w Nowosybirsku (67 zabitych).
- 17 lutego 1999 – dzień żałoby dla upamiętnienia ofiar pożaru komendy milicji w Samarze (57 zabitych).
- 21 marca 1999 – dzień żałoby dla upamiętnienia ofiar ataku terrorystycznego we Władykaukazie oraz pożaru w szpitala psychiatrycznego w Wołogdzie (53 i 21 zabitych).
- 13 września 1999 – dzień żałoby dla upamiętnienia ofiar zamachu w Moskwie (94 zabitych).
- 23 sierpnia 2000 – dzień żałoby dla upamiętnienia ofiar katastrofy atomowego okrętu podwodnego „Kursk” (118 zabitych).
- 5 lipca 2001 – dzień żałoby dla upamiętnienia ofiar katastrofy lotniczej w Irkucku (145 zabitych).
- 22 sierpnia 2002 – dzień żałoby dla upamiętnienia ofiar katastrofy wojskowego śmigłowca Mi-26 w Czeczenii (121 zabitych).
- 28 października 2002 – dzień żałoby dla upamiętnienia ofiar ataku terrorystycznego na teatr na Dubrowce w Moskwie (170 zabitych).
- 26 sierpnia 2004 – dzień żałoby dla upamiętnienia ofiar dwóch katastrof lotniczych, w obwodzie tulskim i obwodzie rostowskim (90 zabitych).
- 6 września 2004 – 2 dni żałoby dla upamiętnienia ofiar ataku terrorystycznego na szkołę w Biesłanie, w Osetii Północnej (330 zabitych).
- 5 maja 2006 – dzień żałoby dla upamiętnienia ofiar katastrofy lotniczej nad Morzem Czarnym w pobliżu Soczi (113 zabitych w tym 27 obywateli Rosji).
- 10 lipca 2006 – dzień żałoby dla upamiętnienia ofiar katastrofy lotniczej, na lotnisku w Irkucku (124 zabitych).
- 24 sierpnia 2006 – dzień żałoby dla upamiętnienia ofiar katastrofy rosyjskiego samolotu pasażerskiego na Ukrainie (170 zabitych).
- 21 marca 2007 – dzień żałoby dla upamiętnienia ofiar katastrofy górniczej w kopalni Uljanowskaja w Nowokuźniecku (108 zabitych).
- 25 kwietnia 2007 – żałoba w dniu pogrzebu byłego prezydenta Rosji Borysa Jelcyna (zm. 23 kwietnia 2007).
- 13 sierpnia 2008 – dzień żałoby dla upamiętnienia ofiar wojny w Osetii Południowej i Gruzji.
- 7 grudnia 2009 – dzień żałoby dla upamiętnienia ofiar pożaru klubu nocnego w Permie (155 zabitych).
- 30 marca 2010 – dzień żałoby dla upamiętnienia ofiar zamachu w metrze w Moskwie (40 zabitych).
- 12 kwietnia 2010 – dzień żałoby dla upamiętnienia ofiar, które zginęły w katastrofie lotniczej w Smoleńsku (96 zabitych).
- 12 lipca 2011 – dzień żałoby dla upamiętnienia ofiar zatonięcia promu Bułgarija na Wołdze (122 zabitych).
- 9 lipca 2012 – dzień żałoby dla upamiętnienia ofiar powodzi w kraju Krasnodarskim (171 zabitych).
- 1 listopada 2015 – dzień żałoby dla upamiętnienia ofiar katastrofy lotu kogalymavia 9268 na Półwyspie Synaj (224 zabitych).
- 26 grudnia 2016 – dzień żałoby dla upamiętnienia ofiar katastrofy samolotu Tu-154 na Morzu Czarnym (92 zabitych).
- 28 marca 2018 – dzień żałoby dla upamiętnienia ofiar pożaru w centrum handlowym w Kemerowie (64 zabitych).
- 24 marca 2024 – dzień żałoby dla upamiętnienia ofiar Zamachu w Crocus City Hall w Krasnogorsku (133 zabitych).

### Rumunia
- 6 marca 1953 – 4 dni żałoby po śmierci sekretarza generalnego KPZR i premiera ZSRR Józefa Stalina (zm. 5 marca 1953)[344]
- 20 marca 1965 – 5 dni żałoby po śmierci sekretarza generalnego Rumuńskiej Partii Komunistycznej, Przewodniczącego Rady Państwa i premiera Gheorghe Gheorghiu-Deja (zm. 19 marca 1965)[345].
- 18 września 1976 – żałoba w dniu pogrzebu przywódcy Chin Mao Zedonga (zm. 9 września 1976)
- 12 stycznia 1990 – dzień żałoby dla upamiętnienia ofiar „Rewolucji Rumuńskiej”, która miała miejsce w dniach 16–27 grudnia 1989 roku” (1104 ofiar i 3321 rannych)
- 14 września 2001 – dzień żałoby dla upamięnienia ofiar zamachu na World Trade Center i Pentagon
- 14 marca 2004 – dzień żałoby dla upamiętnienia ofiar zamachu w Madrycie (191 ofiar śmiertelnych, w tym 16 obywateli Rumunii)
- 8 kwietnia 2005 – żałoba w dniu pogrzebu Jana Pawła II (zm. 2 kwietnia 2005)
- 3 sierpnia 2007 – żałoba w dniu pogrzebu patriarchy Teoktysta I (zm. 30 lipca 2007)[346][347][348].
- 18 kwietnia 2010 – dzień żałoby dla upamiętnienia ofiar, które zginęły w katastrofie lotniczej w Smoleńsku (96 zabitych)[349].
- 26 czerwca 2013 – dzień żałoby ku pamięci ofiar Katastrofy autobusowej w Podgoricy (18 ofiar i 29 rannych)[99]
- 31 października 2015 – 3 dni żałoby dla upamiętnienia ofiar pożaru klubu Colectiv w Bukareszcie (64 zabitych)[350].
- 24 marca 2016 – dzień żałoby po zamachu terrorystycznym w Brukseli (34 zabitych)[351]
- 13 sierpnia 2016 – dzień żałoby w dniu pogrzebu Anny Burbon-Parmeńskiej (zm. 1 sierpnia 2016)[352][353][354].
- 2 września 2016 – dzień żałoby dla upamiętnienia ofiar Trzęsienia ziemi w Lacjum (Włochy) (299 ofiar w tym 11-stu obywateli Rumunii, 388 rannych)[355]
- 14 grudnia 2017 – 3 dni żałoby po śmierci ostatniego króla Rumunii Michała I (zm. 5 grudnia 2017)[356].
- 26 kwietnia 2025 – żałoba w dniu pogrzebu papieża Franciszka (zm. 21 kwietnia 2025)[357][358].
- 7 sierpnia 2025 – żałoba w dniu pogrzebu byłego prezydenta Rumunii Iona Iliescu (zm. 5 sierpnia 2025)[359][360].

### San Marino
- 23 listopada – 25 listopada 1963 – 3 dni żałoby po zabójstwie prezydenta Johna F. Kennedy’ego (zm. 22 listopada 1963)[361]
- 3–5 i 8 kwietnia 2005 – 4 dni żałoby po śmierci papieża Jana Pawła II (zm. 2 kwietnia 2005)[362][363]

### Serbia
- 13 marca 2003 – 3 dni żałoby po śmierci premiera Serbii Zorana Đinđicia (zm. 12 marca 2003)[364]
- 17 lipca 2009 – dzień żałoby dla upamiętnienia ofiar katastrofy autokaru w Egipcie (14 zabitych, w tym 11 obywateli Serbii[365])[366].
- 5 września 2009 – dzień żałoby dla upamiętnienia ofiar eksplozji w fabryce amunicji w Užicach (7 zabitych)[367].
- 16 listopada 2009 – 3 dni żałoby po śmierci patriarchy Serbii Pawła I (zm. 15 listopada 2009)[368].
- 15 kwietnia 2010 – dzień żałoby dla upamiętnienia ofiar, które zginęły w katastrofie lotniczej w Smoleńsku (96 zabitych)[369]
- 10 kwietnia 2013 – dzień żałoby dla upamiętnienia ofiar strzelaniny we wsi Velika Ivanča (14 zabitych)[370].
- 21 maja 2014 – 3 dni żałoby dla upamiętnienia ofiar powodzi na Bałkanach (55 zabitych)[371].
- 12 lutego 2015 – dzień żałoby po pożarze na budowie na Półwyspie Jamalskim (6 ofiar, 3 rannych)[372][373]
- 15 marca 2015 – dzień żałoby z powodu Katastrofy śmigłowca wojskowego (7 ofiar)[374]
- 23 marca 2016 – dzień żałoby dla upamiętnienia ofiar zamachów w Brukseli (34 zabitych)[375]
- 20 listopada 2020 – 3 dni żałoby po śmierci patriarchy Serbii Ireneusza (zm. 20 listopada 2020)[376].
- 5 maja 2023 – 3 dni żałoby dla upamiętnienia ofiar strzelanin w Belgradzie i w Mladenovacu (18 ofiar i 19 rannych)
- 27 września 2023 – dzień żałoby dla upamiętnienia ofiar ataku terrorystycznego w miejscowości Banjska (Kosowo) (4 ofiary i 4-10 rannych)[377]
- 2 listopada 2024 – dzień żałoby dla upamiętnienia ofiar katastrofy budowlanej w Nowym Sadzie (16 ofiar śmiertelnych)[378].
- 18 marca 2025 – dzień żałoby dla upamiętnienia ofiar pożaru w klubie nocnym w Koczani, w Macedonii Północnej (59 ofiar)[379].

### Słowacja
- 6 kwietnia 2005 – 3 dni żałoby po śmierci papieża Jana Pawła II (zm. 2 kwietnia 2005)
- 23 stycznia 2006 – dzień żałoby dla upamiętnienia ofiar katastrofy lotniczej słowackiego samolotu wojskowego na Węgrzech (42 zabitych)[380].
- 9 września 2008 – dzień żałoby dla upamiętnienia ofiar katastrofy słowackiego autokaru w Chorwacji (14 zabitych)[381][382].
- 22 lutego 2009 – dzień żałoby dla upamiętnienia ofiar zderzenia autokaru z pociągiem pod Breznem (12 zabitych)[383].
- 12 sierpnia 2009 – dzień żałoby dla upamiętnienia ofiar katastrofy górniczej w Handlowej (20 zabitych)[384].
- 18 kwietnia 2010 – dzień żałoby dla upamiętnienia ofiar, które zginęły w katastrofie lotniczej w Smoleńsku (96 zabitych)[385].
- 2 września 2010 – dzień żałoby dla upamiętnienia ofiar strzelaniny w Bratysławie (6 ofiar, 15 rannych)[386][387].
- 23 grudnia 2011 – żałoba w dniu pogrzebu byłego prezydenta Czech Vaclava Havla (zm. 18 grudnia 2011)[388]
- 13 października 2016 – żałoba w dniu pogrzebu pierwszego prezydenta Słowacji Michala Kováča (zm. 5 października 2016)[389]
- 15 listopada 2019 – dzień żałoby dla upamiętnienia ofiar zderzenia autokaru z samochodem ciężarowym w miejscowości Nitrianske Hrnčiarovce pod Nitrą (12 zabitych)[390].
- 26 kwietnia 2025 – żałoba w dniu pogrzebu papieża Franciszka (zm. 21 kwietnia 2025)[391].

### Słowenia
- 14 września 2001 – dzień żałoby dla upamiętnienia ofiar zamachu na WTC i Pentagon (2973 zabitych)[392]
- 8 kwietnia 2005 – żałoba w dniu pogrzebu Jana Pawła II (zm. 2 kwietnia 2005)[393]
- 21 września 2007 – dzień żałoby ze związku z powodzią jaki dotknął Słowenię[394]
- 25 lutego 2008 – dzień żałoby po śmierci byłego prezydenta Słowenii Janeza Drnovšeka (zm. 23 lutego 2008)[395].
- 8 lipca 2008 – dzień żałoby po wypadku elektrowni wodnej „Blanca” (13 ofiar, w tym burmistrz Sevnicy Kristijan Janc)[396]
- 26 kwietnia 2025 – żałoba w dniu pogrzebu papieża Franciszka (zm. 21 kwietnia 2025)[397].

### Szwajcaria
- 5 września 1998 – dzień żałoby dla upamiętnienia ofiar Katastrofy lotu Swissair 111 (229 ofiar)[398][399]
- 5 stycznia 2005 – dzień żałoby dla upamiętnienia ofiar trzęsienia ziemi na oceanie indyjskim. (około 230 tys. zabitych)[400]

### Szwecja
- 1 i 15 marca 1986 – 2 dni żałoby po zabójstwie premiera Szwecji Olofa Palme (zm. 28 lutego 1986)[c][401][402].
- 28 września 1994 – dzień żałoby dla upamiętnienia ofiar katastrofy promu MF Estonia (852 ofiary)[116][117]
- 12 września 2003 – dzień żałoby po zabójstwie Ministra Spraw Zagranicznych Szwecji Anny Lindh (zm. 11 września 2003)[403].
- 1 stycznia 2005 – dzień żałoby dla upamiętnienia ofiar trzęsienia ziemi na Oceanie Indyjskim (około 230 tys. zabitych, w tym 543 obywateli Szwecji)[115].
- 10 kwietnia 2017 – dzień żałoby po zamachu w Sztokholmie (4 ofiary, 15 rannych)[404].

### Ukraina
- 13 marca 2000 – 2 dni żałoby dla upamiętnienia ofiar katastrofy górniczej w kopalni im. Barakowa w Krasnodonie (80 zabitych)[405].
- 21 sierpnia 2001 – dzień żałoby dla upamiętnienia ofiar katastrofy górniczej w pod Donieckiem (37 zabitych)[406].
- 29 lipca 2002 – dzień żałoby dla upamiętnienia ofiar katastrofy myśliwca na pokazie lotniczym we Lwowie (83 zabitych)[407].
- 3 sierpnia 2002 – dzień żałoby po wybuchu w kopalni Zasiadko w dniu 31 lipca 2002 roku (20 zabitych)[408].
- 26 grudnia 2002 – dzień żałoby dla upamiętnienia ofiar katastrofy ukraińskiego samolotu pasażerskiego w Isfahanie w środkowym Iranie (46 ofiar)[409].
- 8 kwietnia 2005 – żałoba w dniu pogrzebu papieża Jana Pawła II (zm. 2 kwietnia 2005)[410]
- 23 sierpnia 2006 – dzień żałoby dla upamiętnienia ofiar katastrofy lotniczej pod Donieckiem (170 zabitych)[411].
- 16 października 2007 – dzień żałoby dla upamiętnienia ofiar wybuchu gazu w Dniepropietrowsku (23 zabitych)[412]
- 20 listopada 2007 – 3 dni żałoby dla upamiętnienia ofiar katastrofy górniczej w kopalni im. Zasiadki (101 zabitych[413])[414].
- 30 kwietnia 2008 – dzień żałoby dla upamiętnienia ofiar katastrofy ukraińskiego śmigłowca Mi-8 na Morzu Czarnym, oraz ukraińskiego holownika Naftohaz-67, który zatonął na Morzu Południowochińskim (20 zabitych)[415].
- 26 grudnia 2008 – dzień żałoby dla upamiętnienia ofiar wybuchu gazu w Eupatorii (27 zabitych)[416].
- 12 kwietnia 2010 – dzień żałoby dla upamiętnienia ofiar, które zginęły w katastrofie lotniczej w Smoleńsku (96 zabitych)[417].
- 13 października 2010 – dzień żałoby dla upamiętnienia katastrofy drogowej w Ordżonikidze (45 zabitych)[418].
- 20 i 22–24 lutego 2014 – 4 dni żałoby dla upamiętnienia ofiar Euromajdanu (99 zabitych).
- 4 maja 2014 – 2 dni żałoby dla upamiętnienia ofiar zamieszek w Odessie (46 zabitych)[419].
- 15 czerwca 2014 – dzień żałoby dla upamiętnienia ofiar zestrzelenia samolotu Ił-76 nad Ługańskiem (49 zabitych)[420].
- 15 stycznia 2015 – dzień żałoby dla upamiętnienia ofiar ostrzału autobusu w Wołnowachu (13 zabitych)[421].
- 25 stycznia 2015 – dzień żałoby dla upamiętnienia ofiar ostrzału rakietowego w Mariupolu (30 zabitych)[422].
- 5 marca 2015 – dzień żałoby dla upamiętnienia ofiar katastrofy górniczej w kopalni im. Zasiadki (33 zabitych).
- 3 marca 2017 – dzień żałoby dla upamiętnienia ofiar katastrofy górniczej w kopalni Stepova (8 zabitych)[423]
- 8 grudnia 2019 – dzień żałoby po pożarze w kolegium w Odessie (10 ofiar, 30 rannych)[424]
- 9 stycznia 2020 – dzień żałoby dla upamiętnienia ofiar katastrofy samolotu Ukraine International Airlines 752 (176 zabitych)[425].
- 26 września 2020 – dzień żałoby dla upamiętnienia ofiar katastrofy samolotu wojskowego An-26 w Czuhujiwie (26 ofiar)[426]
- 23 stycznia 2021 – dzień żałoby po pożarze domu opieki dla starców w Charkowie (15 ofiar, 11 rannych)[427]

### Watykan
- 15 lutego 1939 – 9 dni żałoby po śmierci papieża Piusa XI (zm. 10 lutego 1939)
- 9 października 1958 – 9 dni żałoby po śmierci papieża Piusa XII (zm. 9 października 1958)[428]
- 9 czerwca 1963 – 9 dni żałoby po śmierci papieża Jana XXIII (zm. 3 czerwca 1963)
- 7 sierpnia 1978 – 9 dni żałoby po śmierci papieża Pawła VI (zm. 6 sierpnia 1978)[429]
- 4 października 1978 – 9 dni żałoby po śmierci papieża Jana Pawła I (zm. 28 września 1978)
- 8 kwietnia 2005 – 9 dni żałoby po śmierci papieża Jana Pawła II (zm. 2 kwietnia 2005)[430]
- 31 marca 2020 – dzień żałoby dla upamiętnienia ofiar epidemii wirusa SARS-CoV-2 we Włoszech i na całym świecie[431]
- 26 kwietnia 2025 – 9 dni żałoby po śmierci papieża Franciszka (zm. 21 kwietnia 2025)

### Węgry
- 18 grudnia 1993 – żałoba w dniu pogrzebu premiera Węgier Józsefa Antalla (zm. 12 grudnia 1993)[432].
- 30 stycznia 1999 – dzień żałoby dla upamiętnienia ofiar katastrofy węgierskiego autokaru w Deutschlandsbergu, w Austrii (18 zabitych)[432].
- 17 maja 2002 – dzień żałoby dla upamiętnienia ofiar napadu na bank w Mórze (8 zabitych)[432].
- 8 kwietnia 2005 – żałoba w dniu pogrzebu papieża Jana Pawła II (zm. 2 kwietnia 2005)[432].
- 9 grudnia 2006 – żałoba w dniu pogrzebu piłkarza i trenera Ferenca Puskasa (zm. 17 listopada 2006)[433].
- 17 kwietnia 2010 – dzień żałoby dla upamiętnienia ofiar, które zginęły w katastrofie lotniczej w Smoleńsku (96 zabitych)[434][432].
- 15 listopada 2015 – dzień żałoby dla upamiętnienia ofiar zamachów w Paryżu (129 zabitych)[435]
- 23 stycznia 2017 – dzień żałoby dla upamiętnienia ofiar katastrofy węgierskiego autokaru we Włoszech (16 zabitych)[436][437]
- 26 kwietnia 2025 – dzień żałoby w dniu pogrzebu papieża Franciszka (zm. 21 kwietnia 2025)[438]

### Wielka Brytania
- 23 stycznia 1901 – 11 dni żałoby po śmierci królowej Wielkiej Brytanii Wiktorii Hanowerskiej (zm. 22 stycznia 1901).
- 7 maja 1910 – 14 dni żałoby po śmierci króla Wielkiej Brytanii Edwarda VII (zm. 6 maja 1910).
- 21 stycznia 1936 – 8 dni żałoby po śmierci króla Wielkiej Brytanii Jerzego V (zm. 20 stycznia 1936).
- 7 lutego 1952 – 9 dni żałoby po śmierci króla Wielkiej Brytanii Jerzego VI Windsora (zm. 6 lutego 1952).
- 25 stycznia 1965 – 3 dni żałoby po śmierci byłego premiera Wielkiej Brytanii Winstona Churchilla (zm. 24 stycznia 1965)[439].
- 6 września 1997 – żałoba w dniu pogrzebu księżnej Walii Diany (zm. 31 sierpnia 1997)[d][440].
- 31 marca 2002 – 10 dni żałoby po śmierci Królowej Elżbiety Bowes-Lyon – brytyjskiej Królowej Matki (zm. 30 marca 2002)[441].
- 9 kwietnia 2021 – 8 dni żałoby po śmierci księcia Edynburga Filipa (zm. 9 kwietnia 2021)[442][443].
- 9 września 2022 – 10 dni żałoby po śmierci królowej Wielkiej Brytanii Elżbiety II (zm. 8 września 2022)[e][444][445].

### Włochy
- 11 października 1958 – 3 dni żałoby po śmierci papieża Piusa XII (zm. 9 października 1958)[428].
- 4 czerwca 1963 – 3 dni żałoby po śmierci papieża Jana XXIII (zm. 3 czerwca 1963)[446].
- 7 sierpnia 1978 – 3 dni żałoby po śmierci papieża Pawła VI (zm. 6 sierpnia 1978)
- 27 lutego 1990 – 2 dni żałoby po śmierci byłego prezydenta Włoch Sandro Pertiniego (zm. 24 lutego 1990)[447].
- 13 października 2001 – dzień żałoby dla upamiętnienia ofiar katastrofy lotniczej w Mediolanie (110 zabitych, w tym 64 obywateli Włoch).
- 13 listopada 2003 – dzień żałoby dla upamiętnienia ofiar zamachu bombowego w Nasirijji w Iraku (28 zabitych, w tym 19 włoskich żołnierzy)[448].
- 3–5 i 8 kwietnia 2005 – 4 dni żałoby po śmierci papieża Jana Pawła II (zm. 2 kwietnia 2005).
- 10 kwietnia 2009 – dzień żałoby dla upamiętnienia ofiar trzęsienia ziemi w rejonie Abruzji (308 zabitych)[449][450].
- 21 września 2009 – żałoba w dniu pogrzebu 6 włoskich żołnierzy, którzy zginęli w zamachu bombowym w Kabulu[451].
- 10 października 2009 – dzień żałoby dla upamiętnienia ofiar lawiny błotnej na Sycylii (26 zabitych)[452].
- 4 czerwca 2012 – dzień żałoby dla upamiętnienia ofiar trzęsienia ziemi w Emilii-Romanii (17 zabitych)[453].
- 30 lipca 2013 – dzień żałoby dla upamiętnienia ofiar katastrofy drogowej pod Monteforte Irpino (39 zabitych)[454][455].
- 4 października 2013 – dzień żałoby dla upamiętnienia ofiar zatonięcia statku z afrykańskimi uchodźcami w Lampedusie (ponad 350 zabitych)[456].
- 27 sierpnia 2016 – dzień żałoby dla upamiętnienia ofiar trzęsienia ziemi w centralnych Włoszech (291 zabitych)[457].
- 19 września 2016 – żałoba w dniu pogrzebu byłego prezydenta Włoch Carlo Azeglio Ciampi (zm. 16 września 2016)[458].
- 18 sierpnia 2018 – żałoba w dniu państwowego pogrzebu ofiar katastrofy budowlanej mostu Ponte Morandi w Genui (43 zabitych)[459][460]
- 31 marca 2020 – dzień żałoby dla upamiętnienia ofiar epidemii wirusa SARS-CoV-2[461]
- 24 maja 2023 – dzień żałoby dla upamiętnienia ofiar powodzi w Emilii Romanii (14 ofiar)[462]
- 14 czerwca 2023 – żałoba w dniu pogrzebu byłego premiera Włoch Silvio Berlusconiego (zm. 12 czerwca 2023)[463]
- 10 lipca 2023 – żałoba w dniu pogrzebu byłego premiera Włoch Arnalda Forlaniego (zm. 6 lipca 2023)[464]
- 26 września 2023 – żałoba w dniu pogrzebu byłego prezydenta Włoch Giorgio Napolitano (zm. 22 września 2023)[465]
- 22 kwietnia 2025 – 5 dni żałoby po śmierci papieża Franciszka (zm. 21 kwietnia 2025)[466].

## Żałoba narodowa w nieistniejących państwach Europy

### Czechosłowacja
- 15 września 1937 – 7 dni żałoby po śmierci ojca narodu i pierwszego prezydenta Czechosłowacji Tomáša Masaryka (zm. 14 września 1937)[467][468].
- 9 marca 1953 – żałoba w dniu pogrzebu sekretarza generalnego KPZR i premiera ZSRR Józefa Stalina (zm. 5 marca 1953)
- 15 marca 1953 – 5 dni żałoby po śmierci prezydenta Czechosłowacji Klementa Gottwalda (zm. 14 marca 1953)[467][468].
- 14 listopada 1957 – 5 dni żałoby po śmierci prezydenta Czechosłowacji Antonína Zápotockiego (zm. 13 listopada 1957)[467][468].
- 24 września 1979 – 3 dni żałoby po śmierci byłego prezydenta Czechosłowacji Ludvíka Svobody (zm. 20 września 1979)[467][468].
- 15 listopada 1982 – żałoba w dniu pogrzebu sekretarza generalnego KPZR Leonida Breżniewa (zm. 10 listopada 1982)[469]
- 14 lutego 1984 – żałoba w dniu pogrzebu sekretarza generalnego KPZR Jurija Andropowa (zm. 9 lutego 1984)[469]
- 13 marca 1985 – żałoba w dniu pogrzebu sekretarza generalnego KPZR Konstantina Czernienki (zm. 10 marca 1985)[469]

### Jugosławia
- 10 października 1934 – 180 dni żałoby po zabójstwie króla Jugosławii Aleksandra I Karadziordziewicia (zm. 9 października 1934)[f].
- 1 października 1970 – żałoba w dniu pogrzebu prezydenta Egiptu Gamala Abdela Nasera (zm. 28 września 1970)[470].
- 29 grudnia 1978 – żałoba w dniu pogrzebu prezydenta Algierii Huaria Bumediena (zm. 27 grudnia 1978)[471].
- 17 września 1979 – żałoba w dniu pogrzebu prezydenta Angoli Agostinho Neto (zm. 10 września 1979)[472].
- 5 maja 1980 – 7 dni żałoby po śmierci przywódcy Jugosławii Josipa Broza Tito (zm. 4 maja 1980)[473].
- 15 listopada 1982 – żałoba w dniu pogrzebu sekretarza generalnego KPZR Leonida Breżniewa (zm. 10 listopada 1982)[474].
- 14 lutego 1984 – żałoba w dniu pogrzebu sekretarza generalnego KPZR Jurija Andropowa (zm. 9 lutego 1984)[475].
- 3 listopada 1984 – dzień żałoby po zabójstwie premier Indii Indiry Gandhi (zm. 31 października 1984)[476].
- 13 marca 1985 – żałoba w dniu pogrzebu sekretarza generalnego KPZR Konstantina Czernienki (zm. 10 marca 1985)[477].
- 15 marca 1986 – żałoba w dniu pogrzebu premiera Szwecji Olofa Palme (zm. 28 lutego 1986)[478].

### NRD
- 9 marca 1953 – żałoba w dniu pogrzebu przywódcy ZSRR Józefa Stalina (zm. 5 marca 1953).
- 8 września 1960 – 3 dni żałoby po śmierci prezydenta Niemieckiej Republiki Demokratycznej Wilhelma Piecka (zm. 7 września 1960)[479].
- 22 września 1964 – 3 dni żałoby po śmierci premiera NRD Otto Grotewohla (zm. 21 września 1964).
- 1 października 1970 – żałoba w dniu pogrzebu prezydenta Egiptu Gamala Abdela Nasera (zm. 28 września 1970)[480].
- 7 sierpnia 1973 – żałoba w dniu pogrzebu przewodniczącego Rady Państwa NRD Waltera Ulbrichta (zm. 1 sierpnia 1973)[481].
- 13 marca 1985 – żałoba w dniu pogrzebu sekretarza generalnego KPZR Konstantina Czernienki (zm. 10 marca 1985)[482].

### ZSRR
- 27 stycznia 1924 – żałoba w dniu pogrzebu przywódcy ZSRR Włodzimierza Lenina (zm. 21 stycznia 1924)[483].
- 6 marca 1953 – 4 dni żałoby po śmierci sekretarza generalnego KPZR i premiera ZSRR Józefa Stalina (zm. 5 marca 1953)[484].
- 30 marca 1968 – żałoba w dniu pogrzebu kosmonauty radzieckiego Jurija Gagarina (zm. 27 marca 1968)[485][486].
- 11 listopada 1982 – 5 dni żałoby po śmierci sekretarza generalnego KPZR Leonida Breżniewa (zm. 10 listopada 1982)[486][487].
- 10 lutego 1984 – 4 dni żałoby po śmierci sekretarza generalnego KPZR Jurija Andropowa (zm. 9 lutego 1984)[486][488][489].
- 11 marca 1985 – 3 dni żałoby po śmierci sekretarza generalnego KPZR Konstantina Czernienki (zm. 10 marca 1985)[486].
- 10 grudnia 1988 – dzień żałoby dla upamiętnienia ofiar trzęsienia ziemi w Armenii (co najmniej 25 tysięcy ofiar śmiertelnych)[486].
- 5 czerwca 1989 – dzień żałoby dla upamiętnienia ofiar katastrofy kolejowej pod Ufą (575 ofiar śmiertelnych)[486][490].